# Behnam Shakibaie

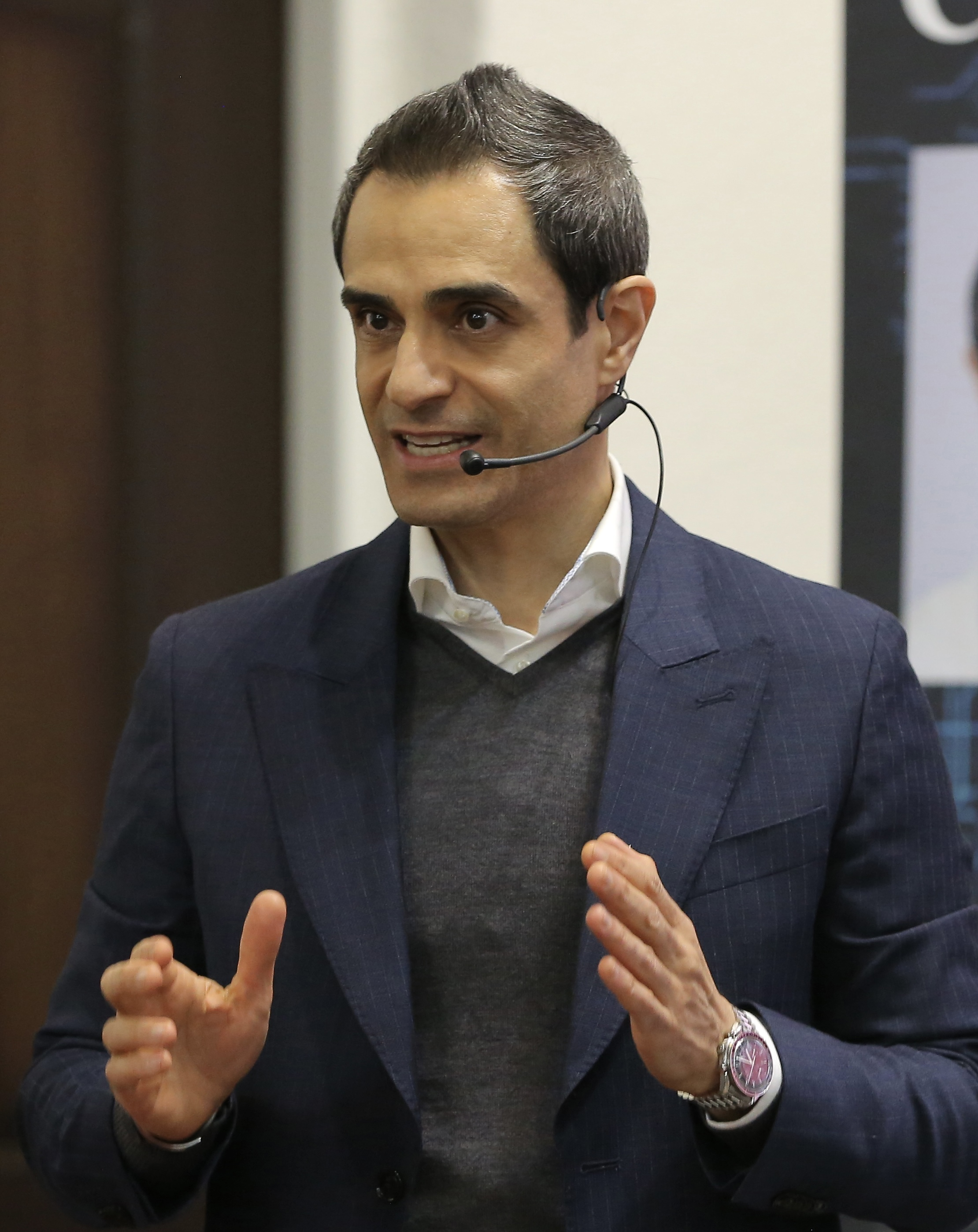
Behnam Shakibaie ist ein Forscher und Innovator auf dem Gebiet der mikroskopischen Zahnmedizin.

Behnam Shakibaie (persisch بهنام شکیبایی; geboren 1972) ist ein iranisch-deutscher Oralchirurg, Spezialist für mikroskopische Zahnmedizin, Forscher und Dozent. Er hat mikroskopische und mikrochirurgische Instrumente sowie Behandlungstechniken in der oralen Implantologie erfunden.

## Frühes Leben und Ausbildung
Shakibaie wurde 1972 in Ahwaz, Iran geboren. Er wanderte 1986 im Alter von 14 Jahren nach Deutschland aus. Er machte 1991 seinen Schulabschluss in Berlin und erhielt 1998 seinen Abschluss in Zahnmedizin von der Charité in Berlin. Anschließend absolvierte er seine Weiterbildung zum Fachzahnarzt für Oralchirurgie von 1999 bis 2003 an der Universität Bonn und der Berliner Charité.
Er absolvierte zudem ein postgraduales Mastership in Implantologie bei der Deutschen Gesellschaft für Implantologie (DGI), ein postgraduales Mastership in Parodontologie bei der Deutschen Gesellschaft für Parodontologie (DGP) und eine Spezialisierung in oraler Mikrochirurgie und mikroskopischer Zahnmedizin an der Zeiss Dental Academy.

## Karriere
Nach seinem Abschluss arbeitete Shakibaie als Oralchirurg in London, Zürich und Dubai. Zudem leitete er eine eigene Praxis in Rheda-Wiedenbrück, Deutschland.
2005 begann Shakibaie mit der Entwicklung mikrochirurgischer Techniken und Instrumente für die orale Implantologie und den Kieferknochenaufbau.
Weltweit erstmalig in der Zahnheilkunde, dokumentierte und publizierte Shakibaie von 2008 bis 2010 die wissenschaftliche Anwendung des Operationsmikroskops in oraler Implantologie sowie weitere neue mikrochirurgische Operationstechniken in diesem Bereich.
Im Jahr 2012 wurde Shakibaies mikroskopische Implantattechnik auf einer Weltkonferenz des Europäischen Verbands für Mikroskopische Zahnmedizin (ESMD) in Berlin erstmals in 3D übertragen.
2023 wurde Shakibaies neue Methode zur mikroskopischen und digitalen Implantatbehandlung nach wissenschaftlicher Veröffentlichung in amerikanischer Dental Compendium Zeitschrift, als Behandlungsstandard in USA anerkannt.

## Forschung
Aktuell leitet Shakibaie ein Forschungsteam bestehend aus Wissenschaftlern der Universität von Pennsylvania und der Universität von Michigan in USA.
Gemeinsam entwickeln sie neue Behandlungsprotokolle in der mikroskopischen und digitalen Zahnheilkunde, insbesondere im Bereich der oralen Implantologie.

## Beispielhafte Veröffentlichungen
- Shakibaie, B. (2013). Comparison of the effectiveness of two different bone substitute materials for socket preservation after tooth extraction: a controlled clinical study. International Journal of Periodontics & Restorative Dentistry, 33(2).

- Shakibaie, B., Blatz, M., Sabri, H., Jamnani, E., Barootchi, S. (2023). Effectiveness of two differently processed bovine-derived xenografts for alveolar ridge preservation with a minimally invasive tooth extraction approach: a feasibility clinical trial. International Journal of Periodontics & Restorative Dentistry, 43, 541–549.

- Shakibaie, B., Blatz, M. B., Conejo, J., & Abdulqader, H. (2023). From minimally invasive tooth extraction to final chairside fabricated restoration: A microscopically and digitally driven full workflow for single-implant treatment. Compendium of Continuing Education in Dentistry (15488578), 44(10).

- Shakibaie, B., Sabri, H., Blatz, M. B., & Barootchi, S. (2023). Comparison of the minimally‐invasive roll‐in envelope flap technique to the holding suture technique in implant surgery: A prospective case series. Journal of Esthetic and Restorative Dentistry, 35(4), 625–631.